# Buțni, Bar
Buțni (în ucraineană Буцні) este un sat în comuna Juravlivka din raionul Bar, regiunea Vinnița, Ucraina.

## Demografie
Componența lingvistică a localității Buțni
     Ucraineană (97,92%)
     Rusă (1,74%)
     Alte limbi (0,35%)
Conform recensământului din 2001, majoritatea populației localității Buțni era vorbitoare de ucraineană (97,92%), existând în minoritate și vorbitori de rusă (1,74%).